# Huracán Bahía Blanca
Club Atlético Huracán de Ingeniero White – argentyński klub piłkarski z siedzibą w portowej dzielnicy miasta Bahía Blanca Ingeniero White, w prowincji Buenos Aires.

## Osiągnięcia
- Udział w mistrzostwach Argentyny Nacional (2): 1968, 1971
- Mistrz prowincjonalnej ligi Liga del Sur (2): 1967, 1970

## Historia
Klub założony został 25 maja 1916 roku i gra obecnie w drugiej lidze (Primera B) ligi prowincjonalnej Liga del Sur.